# Glabratellidae
Glabratellidae es una familia de foraminíferos bentónicos de la superfamilia Glabratelloidea, del suborden Rotaliina y del orden Rotaliida. Su rango cronoestratigráfico abarca desde el Cuisiense o Ypresiense (Eoceno inferior) hasta la Actualidad.

## Clasificación
Glabratellidae incluye a los siguientes géneros:
- Angulodiscorbis
- Claudostriatella †
- Conorbella
- Corrugatella †
- Crosbyia
- Curtrightia
- Discorbinoides
- Glabratella
- Glabratellina
- Glennbrownia
- Microglabratella
- Murrayinella
- Neoglabratella
- Pileolina
- Pijpersia †
- Planoglabratella
- Pseudoruttenia †
- Rossyatella
- Schackoinella
- Selenita
- Striatorbina
- Truncoheronallenia

Otros géneros considerados en Glabratellidae son:
- Crumia, aceptado como Glabratellina
- Bonairea, sustituido por Pileolina
- Earltheeia, aceptado como Conorbella
- Glabrorosalina, aceptado como Pileolina
- Orbignynella, aceptado como Neoglabratella
- Ruttenia, aceptado como Pileolina
- Sabinia, aceptado como Glabratellina
- Sabinina, aceptado como Glabratellina
- Sabinoides, aceptado como Pileolina
- Subfastigiella, aceptado como Pileolina
- Subsabinoides, aceptado como Pileolina
- Tergrigorianzaella
- Truyolsia, aceptado como Pileolina

Clasificaciones previas incluían en Glabratellidae al siguiente género:
- Heronallenita, ahora en la Familia Heronalleniidae